# George Edward Dobson
George Edward Dobson (contea di Longford, 4 settembre 1848 – West Malling, 26 novembre 1895) è stato uno zoologo irlandese.

## Alcune opere
- Catalogue of the Chiroptera in Collection of British Museum (1878)
- Monograph of the Asiatic Chiroptera (1876)
- A Monograph of the Insectivora, systematic and anatomical (1882-1890)